# Peleteria haemorrhoa
Peleteria haemorrhoa är en tvåvingeart som först beskrevs av Wulp 1867.  Peleteria haemorrhoa ingår i släktet Peleteria och familjen parasitflugor. Inga underarter finns listade i Catalogue of Life.